# Пол Мак-Дауелл (веслувальник)
Пол Мак-Дауелл (англ. Paul McDowell, 17 січня 1905 — 14 серпня 1962) — американський академічний веслувальник.
Бронзовий призер Олімпійських Ігор 1928 року в складі розпашної двійки без стернового.